# Kabinett Herriot III

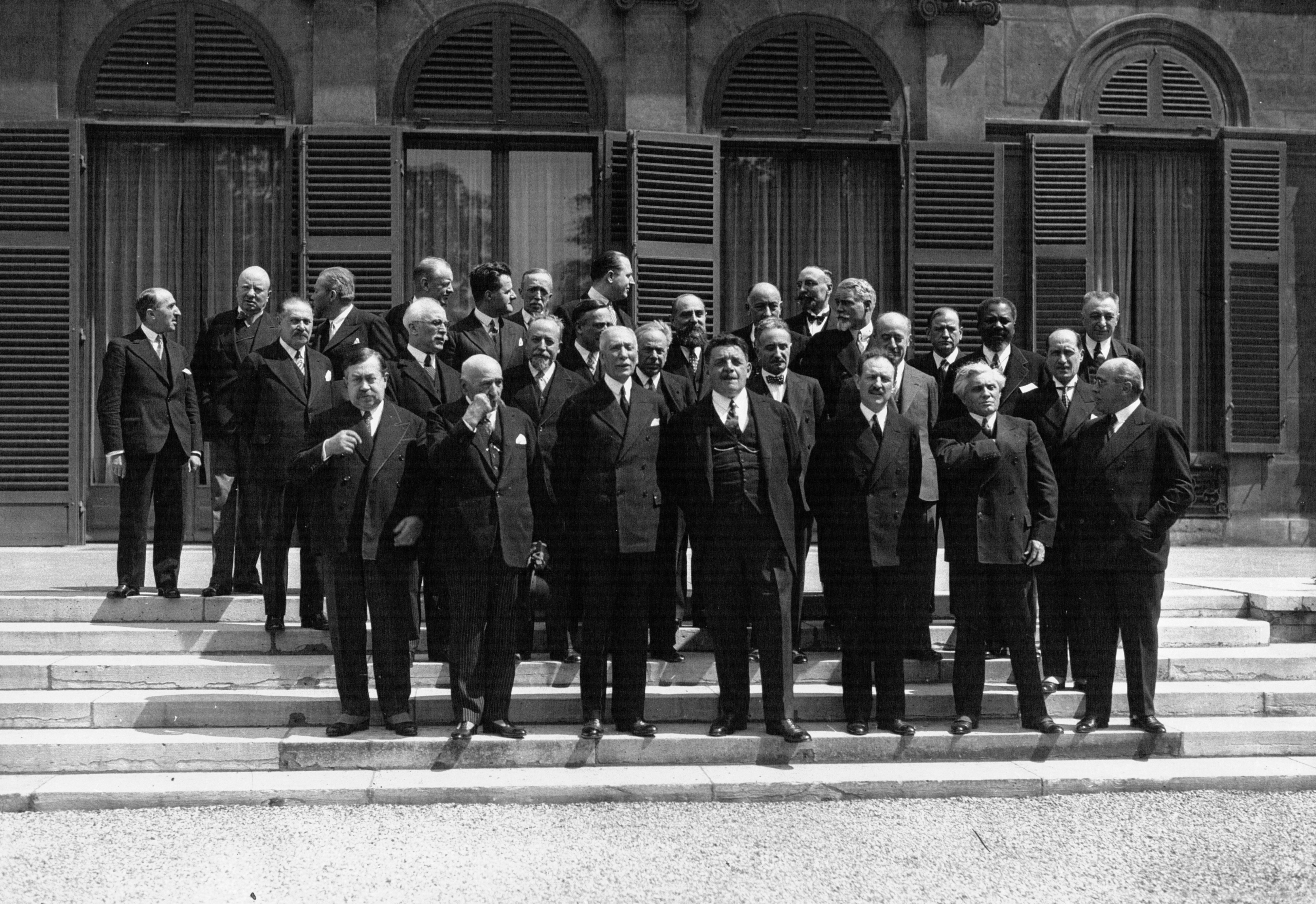
Painlevé, Leygues, Renoult, Herriot, Chautemps, Paul-Boncour, Sarraut (1932)

Das dritte Kabinett Herriot war eine Regierung der Dritten Französischen Republik. Es wurde am 3. Juni 1932 von Premierminister (Président du Conseil) Édouard Herriot gebildet und löste das Kabinett Tardieu III ab. Es blieb bis zum 14. Dezember 1932 im Amt und wurde vom Kabinett Paul-Boncour abgelöst.
Dem Kabinett gehörten Vertreter folgender Parteien an: Alliance démocratique (AD), Radicaux indépendants (RI), Parti républicain, radical et radical-socialiste (PRRRS), Parti républicain-socialiste (PRS) und Parti socialiste français (PSF).

## Kabinett
Diese Minister bildeten das Kabinett:
- Premierminister: Édouard Herriot (PRRRS)
- Außenminister: Édouard Herriot
- Kriegsminister: Joseph Paul-Boncour (PRS)
- Bildungsminister: Anatole de Monzie (PSF)
- Minister des Inneren: Camille Chautemps (PRRRS)
- Justizminister: René Renoult (PRRRS)
- Landwirtschaftsminister: Abel Gardey[1] (PRRRS)
- Finanzminister: Louis Germain-Martin[2] (RI)
- Minister für öffentliche Arbeiten: Édouard Daladier (PRRRS)
- Minister für Kolonien: Albert Sarraut (PRRRS)
- Minister für Arbeit und Sozialversicherung: Albert Dalimier (PRRRS)
- Minister für Handel: Julien Durand[3] (PRRRS)
- Minister für Post, Telegraphie und Telefonie: Henri Queuille (PRRRS)
- Minister für öffentliche Gesundheit: Justin Godart (PRRRS)
- Minister für die Marine: Georges Leygues (AD)
- Minister für Renten: Adrien Berthod[4] (PRRRS)
- Minister für Luftfahrt: Paul Painlevé (PRS)
- Minister für die Handelsmarine: Léon Meyer (PRRRS)
- Minister für den Haushalt: Maurice Palmade[5] (PRRRS)

### Unterstaatssekretäre
Dem Kabinett gehörten folgende Sous-secrétaires d’État an:
- Premierminister: Paul Marchandeau (PRRRS)
- Premierminister; zuständig für Nationalökonomie: Raymond Patenôtre[6] (RI)
- Premierminister; zuständig für Außenpolitik: Joseph Paganon[7] (PRRRS)
- Ministerium für öffentliche Arbeiten: Alfred Margaine (PRRRS)
- Ministerium für öffentliche Arbeiten; zuständig für Tourismus: Gaston Gourdeau[8] (RI)
- Innenministerium: Alexandre Israël[9] (PRRRS)
- Ministerium für Luftfahrt: Paul Bernier[10] (PRRRS)
- Bildungsministerium; zuständig für Sportunterricht: Philippe Marcombes[11] (PRRRS)
- Bildungsministerium; zuständig für technische Ausbildung: Hippolyte Ducos[12] (PRRRS)
- Bildungsministerium; zuständig für schöne Künste: Jean Mistler (PRRRS)
- Ministerium für Kolonien: Gratien Candace[13] (RI)

## Historische Einordnung
Obwohl das Cartel des Gauches bei den Wahlen zur Abgeordnetenkammer eine Mehrheit erreicht hatte, verzichtete Herriot darauf eine Linksregierung zu installieren, indem er der SFIO Léon Blums keine Regierungsbeteiligung anbot.
Herriot setzte auf strikte Sparpolitik, erhöhte die Einkommenssteuer, kürzte die Militärausgaben und führte Einschnitte bei Renten und Gehältern durch. Sein Kampf gegen die Steuerhinterziehung führte zur Affäre um die Basler Handelsbank.
Während der Amtszeit des Kabinetts fand in der Schweiz die Konferenz von Lausanne statt, auf der die deutschen Reparationszahlungen neu verhandelt wurden. Eng mit dieser Frage war die Begleichung der Interalliierten Kriegsschulden verknüpft. Beim Streit mit den USA über diese Frage trat Herriot zurück.